# Thomas Kiechle

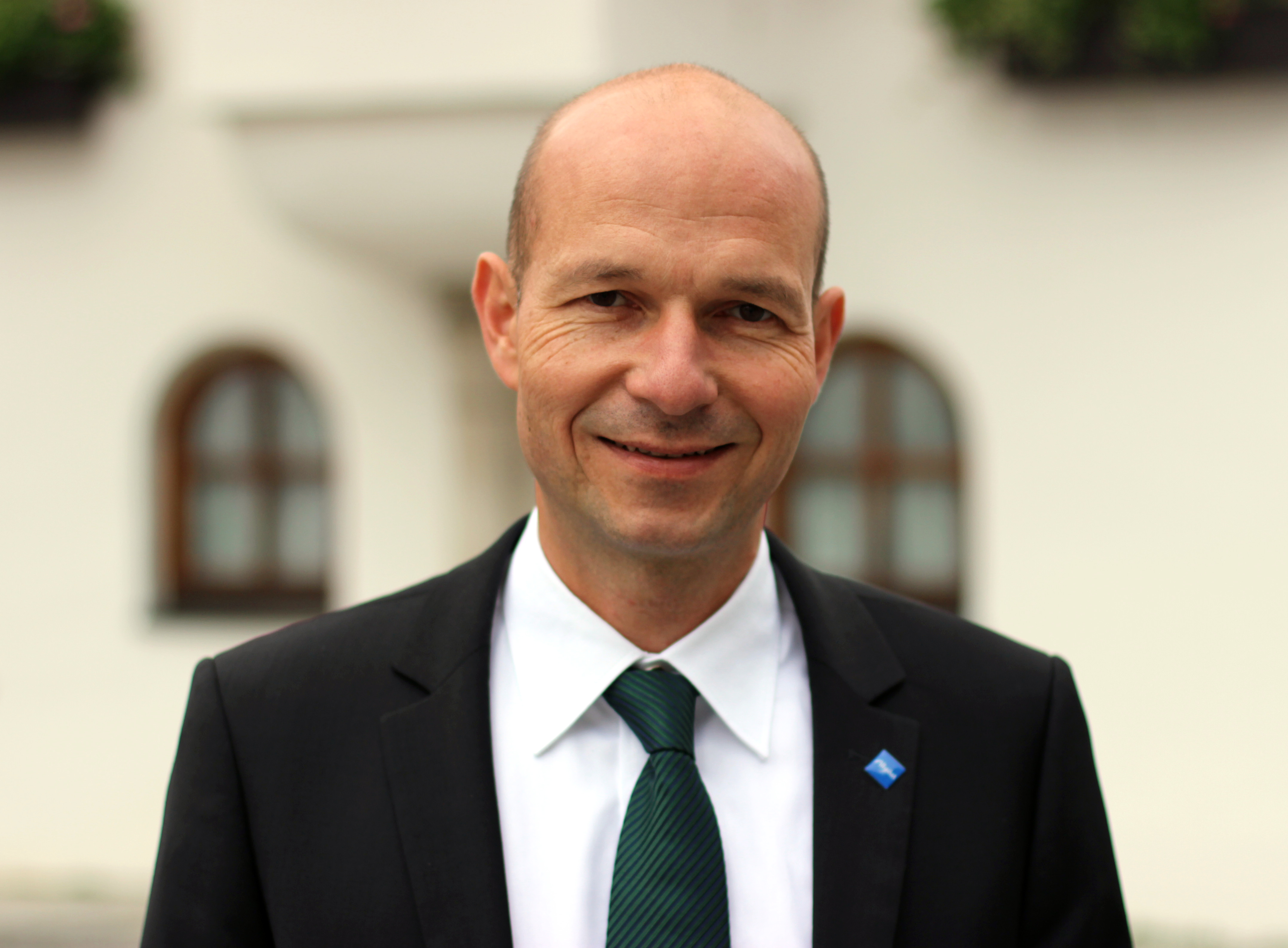
Thomas Kiechle (2015)

Thomas Kiechle (* 1967 in Kempten (Allgäu)) ist ein deutscher Politiker (CSU) und seit dem 1. Mai 2014 Oberbürgermeister der Stadt Kempten (Allgäu). Für die Kommunalwahl am 8. März 2026 wurde er im August 2025 vom CSU-Kreisverband Kempten erneut als Oberbürgermeisterkandidat nominiert (98 % Zustimmung).

## Leben

### Leben und Beruf
Thomas Kiechle wurde 1967 in Kempten als eines von vier Kindern des späteren Bundesministers für Ernährung, Landwirtschaft und Forsten Ignaz Kiechle und Cäcilia Kiechle, geb. Räth, geboren. Nach dem Abitur am Carl-von-Linde-Gymnasium Kempten und dem Wehrdienst als Gebirgssanitäter studierte er Lehramt für Hauptschulen an der Universität Augsburg. Von 1993 bis zu seiner Wahl zum Oberbürgermeister war er Lehrer an der Mittelschule an der Hofmühle in Kempten. Kiechle ist verheiratet und hat drei Töchter.

### Politische Laufbahn
Kiechle gehört seit 2008 dem Kemptener Stadtrat an; im März 2014 wurde er zum Oberbürgermeister gewählt. Bei der Oberbürgermeisterwahl am 16. März 2014 erreichte er 51,09 % der gültigen Stimmen. Am 15. März 2020 wurde er mit 54,32 % der Stimmen im ersten Wahlgang wiedergewählt; er trat erneut als gemeinsamer Kandidat von CSU und Freien Wählern/ÜP an.
Zu stadtpolitischen Projekten seiner Amtszeit zählen die Neuordnung der städtischen Museumslandschaft mit der Eröffnung des Kempten-Museums im Zumsteinhaus im Dezember 2019 sowie die Sanierung und Wiedereröffnung des Kornhauses im Mai 2025. Das langjährige innerstädtische Problemareal „Großes Loch“ konnte 2017 nach Einigung mit den Gläubigern zum Verkauf gebracht werden, womit der Weg für eine Neubebauung frei wurde.
Für die Wahlperiode ab 2026 wurde Kiechle am 5. August 2025 erneut als CSU-OB-Kandidat aufgestellt. Erstmals treten die Freien Wähler/ÜP in Kempten 2026 mit einem eigenen Gegenkandidaten an (Christian Schoch).

## Kritik
2017 berichteten mehrere Medien über mutmaßliche Beihilfe zur Steuerhinterziehung durch die Sparkasse Allgäu in den Jahren 2004 bis 2015 (Filiale Riezlern/Kleinwalsertal). Kiechle übernahm 2014 den Vorsitz des Verwaltungsrats der Sparkasse Allgäu, trat in späteren Jahren wiederholt als Verwaltungsratsvorsitzender in Erscheinung und gehört dem Gremium weiterhin an. Hinweise auf strafrechtliche Ermittlungen gegen Kiechle persönlich sind öffentlich nicht bekannt.

## Ämter und Funktionen
Kiechle ist kraft Amtes Mitglied bzw. Vorsitzender in mehreren Gremien kommunaler Unternehmen und Institutionen, u. a.:
- Vorsitzender des Aufsichtsrats der Allgäu GmbH (seit Juni 2023).[20]
- Vorsitzender des Verwaltungsrats der Allgäuer Überlandwerk.[21]
- Aufsichtsratsvorsitzender der Sozialbau Kempten.[22]
- Vorsitzender des Aufsichtsrats der Theater in Kempten gGmbH.[23]
- Verwaltungsratsvorsitzender der KKU – Klinikum Kempten gGmbH.[24]
- Verbandsvorsitzender des Zweckverbands für Abfallwirtschaft Kempten (ZAK).[25]